# ویرجینیا (فیلم ۱۹۴۱)
ویرجینیا (انگلیسی: Virginia) فیلمی در ژانر درام به کارگردانی ادوارد اچ. گریفیت است که در سال ۱۹۴۱ منتشر شد. از بازیگران آن می‌توان به مادلین کارول اشاره کرد.